# Amsterdamsche Stoom-Suikerraffinaderij

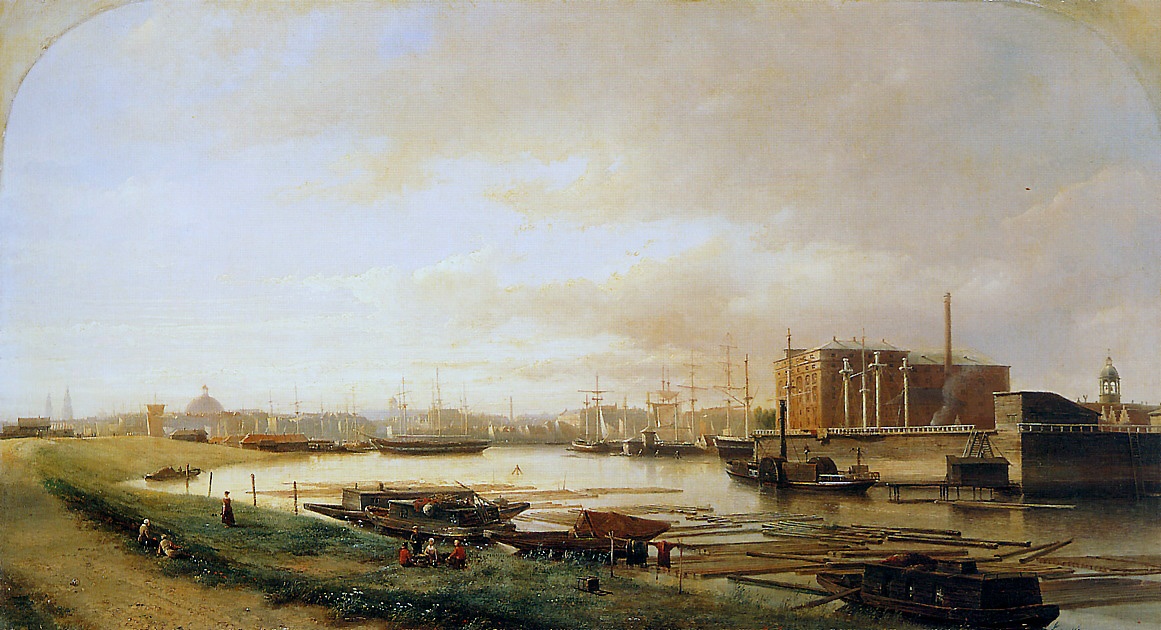
De Amsterdamse Stoomsuikerraffinaderij door Kaspar Karsen

De Amsterdamsche Stoom-Suikerraffinaderij te Amsterdam was één der grootste suikerraffinaderijen in Nederland. Zij raffineerde geïmporteerde ruwe rietsuiker en heeft bestaan van 1833-1875.
Het bedrijf werd opgericht in 1837 als B. Kooy Jhz., aan de Lauriergracht en verhuisde op een gegeven moment naar de Grote Bickerstraat. Het betrof een zes verdiepingen hoog fabrieksgebouw waar uiteindelijk 400 mensen werkten.
Het bedrijf is voortgekomen uit het concentratieproces van suikerraffinaderijen, waarbij de tientallen kleinere suikerraffinaderijen die Amsterdam in de eerste helft van de 19e eeuw kende, uiteindelijk opgingen in een zestal grote industriële ondernemingen.
In het Amsterdams Historisch Museum hangt een riviergezicht van de hand van Kaspar Karsen waarop deze fabriek staat afgebeeld.
In 1874 brandde de fabriek af. Ten bate van de hierdoor werkloos geworden arbeiders werd door fotograaf Joh. G. Stemler een serie van vier foto's aangemaakt die ter verkoop werden aangeboden. De vennootschap werd in 1875 ontbonden.